# Juniorská liga UEFA 2013/2014
Juniorská liga UEFA 2013/14 byl první ročník Juniorské ligy UEFA, fotbalové soutěže pořádané Evropskou fotbalovou asociací (UEFA) pro akademie a rezervy profesionálních fotbalových týmů, které se kvalifikovali do skupinové fáze Ligy Mistrů UEFA 2013/14.
Finále se hrálo 14. dubna 2014 na Colovray Stadionu v Nyonu. Vítězem se stala Barcelona, která porazila Benficu 3:0. Akademie Barcelony se tak stala prvním týmem, který tuto soutěž vyhrál.

## Základní skupiny
| Legenda                                                   |
| --------------------------------------------------------- |
| Vítěz skupiny a druhý v pořadí postupující do osmifinále. |

### Skupina A
| Tým               | Z | V | R | P | VG | IG | +/− | B  |
| ----------------- | - | - | - | - | -- | -- | --- | -- |
| Real Sociedad     | 6 | 3 | 1 | 2 | 9  | 6  | +3  | 10 |
| Šachtar Doněck    | 6 | 2 | 3 | 1 | 9  | 8  | +1  | 9  |
| Bayer Leverkusen  | 6 | 2 | 1 | 3 | 11 | 14 | −3  | 7  |
| Manchester United | 6 | 2 | 1 | 3 | 9  | 10 | −1  | 7  |

|                   | DON | MAN | BAY | RSO |
| ----------------- | --- | --- | --- | --- |
| Šachtar Doněck    | —   | 2:1 | 2:2 | 0:0 |
| Manchester United | 1:1 | —   | 4:2 | 0:1 |
| Bayer Leverkusen  | 1:2 | 3:1 | —   | 1:5 |
| Real Sociedad     | 3:2 | 0:2 | 0:1 | —   |

### Skupina B
| Tým          | Z | V | R | P | VG | IG | +/− | B  |
| ------------ | - | - | - | - | -- | -- | --- | -- |
| Real Madrid  | 6 | 3 | 2 | 1 | 16 | 8  | +8  | 11 |
| FC København | 6 | 2 | 4 | 0 | 11 | 9  | +2  | 10 |
| Juventus     | 6 | 2 | 2 | 2 | 14 | 13 | +1  | 8  |
| Galatasaray  | 6 | 0 | 2 | 4 | 5  | 16 | −11 | 2  |

|              | JUV | GAL | REA | KOB |
| ------------ | --- | --- | --- | --- |
| Juventus     | —   | 3:1 | 0:2 | 2:2 |
| Galatasaray  | 0:5 | —   | 1:1 | 0:1 |
| Real Madrid  | 6:2 | 4:1 | —   | 1:1 |
| FC København | 2:2 | 2:2 | 3:2 | —   |

### Skupina C
| Tým                 | Z | V | R | P | VG | IG | +/− | B  |
| ------------------- | - | - | - | - | -- | -- | --- | -- |
| Benfica             | 6 | 4 | 2 | 0 | 15 | 5  | +10 | 14 |
| Paris Saint-Germain | 6 | 1 | 4 | 1 | 5  | 7  | −2  | 7  |
| Anderlecht          | 6 | 1 | 2 | 3 | 8  | 13 | −5  | 5  |
| Olympiakos Pireus   | 6 | 0 | 4 | 2 | 3  | 6  | −3  | 4  |

|                     | PSG | BEN | AND | OLY |
| ------------------- | --- | --- | --- | --- |
| Paris Saint-Germain | —   | 1:4 | 1:1 | 1:1 |
| Benfica             | 1:1 | —   | 3:0 | 0:0 |
| Anderlecht          | 0:1 | 3:6 | —   | 4:2 |
| Olympiakos Pireus   | 0:0 | 0:1 | 0:0 | —   |

### Skupina D
| Tým             | Z | V | R | P | VG | IG | +/− | B  |
| --------------- | - | - | - | - | -- | -- | --- | -- |
| CSKA Moskva     | 6 | 4 | 1 | 1 | 13 | 4  | +9  | 13 |
| Manchester City | 6 | 3 | 2 | 1 | 15 | 4  | +11 | 11 |
| Bayern München  | 6 | 3 | 1 | 2 | 10 | 10 | 0   | 10 |
| Viktoria Plzeň  | 6 | 0 | 0 | 6 | 2  | 22 | −20 | 0  |

|                 | MC  | BAY | CSK | PLZ |
| --------------- | --- | --- | --- | --- |
| Manchester City | —   | 6:0 | 1:2 | 3:0 |
| Bayern München  | 0:0 | —   | 0:2 | 4:0 |
| CSKA Moskva     | 1:1 | 1:2 | —   | 5:0 |
| Viktoria Plzeň  | 1:4 | 1:4 | 0:2 | —   |

### Skupina E
| Tým              | Z | V | R | P | VG | IG | +/− | B  |
| ---------------- | - | - | - | - | -- | -- | --- | -- |
| Chelsea          | 6 | 6 | 0 | 0 | 18 | 1  | +17 | 18 |
| Schalke 04       | 6 | 3 | 1 | 2 | 14 | 5  | +9  | 10 |
| Steaua București | 6 | 1 | 2 | 3 | 5  | 15 | −10 | 5  |
| Basel            | 6 | 0 | 1 | 5 | 4  | 20 | −16 | 1  |

|                  | BAS | S04 | STE | CHL |
| ---------------- | --- | --- | --- | --- |
| FC Basilej       | —   | 0:5 | 1:3 | 1:2 |
| Schalke 04       | 5:1 | —   | 3:0 | 0:2 |
| Steaua București | 1:1 | 1:1 | —   | 0:4 |
| Chelsea          | 4:0 | 1:0 | 5:0 | —   |

### Skupina F
| Tým                 | Z | V | R | P | VG | IG | +/− | B |
| ------------------- | - | - | - | - | -- | -- | --- | - |
| Arsenal             | 6 | 2 | 3 | 1 | 12 | 7  | +5  | 9 |
| Neapol              | 6 | 3 | 0 | 3 | 8  | 9  | −1  | 9 |
| Borussia Dortmund   | 6 | 2 | 2 | 2 | 10 | 10 | 0   | 8 |
| Olympique Marseille | 6 | 2 | 1 | 3 | 10 | 10 | 0   | 7 |

|                     | DOR | MAR | ARS | NAP |
| ------------------- | --- | --- | --- | --- |
| Borussia Dortmund   | —   | 5:2 | 2:2 | 2:1 |
| Olympique Marseille | 4:1 | —   | 1:4 | 2:1 |
| Arsenal             | 0:0 | 1:1 | —   | 4:1 |
| SSC Neapol          | 1:0 | 2:0 | 2:1 | —   |

### Skupina G
| Tým                   | Z | V | R | P | VG | IG | +/− | B  |
| --------------------- | - | - | - | - | -- | -- | --- | -- |
| Atlético Madrid       | 6 | 4 | 1 | 1 | 17 | 14 | +3  | 13 |
| Austria Wien          | 6 | 3 | 2 | 1 | 12 | 6  | +6  | 11 |
| FC Porto              | 6 | 2 | 2 | 2 | 9  | 10 | −1  | 8  |
| Zenit Sankt-Petěrburg | 6 | 0 | 1 | 5 | 9  | 17 | −8  | 1  |

|                       | ZEN | AUS | POR | ATL |
| --------------------- | --- | --- | --- | --- |
| Zenit Sankt-Petěrburg | —   | 0:3 | 1:2 | 3:4 |
| Austria Wien          | 2:1 | —   | 3:0 | 3:3 |
| FC Porto              | 2:2 | 0:0 | —   | 3:1 |
| Atlético Madrid       | 4:2 | 2:1 | 3:2 | —   |

### Skupina H
| Tým       | Z | V | R | P | VG | IG | +/− | B  |
| --------- | - | - | - | - | -- | -- | --- | -- |
| Barcelona | 6 | 5 | 1 | 0 | 20 | 5  | +15 | 16 |
| AC Milán  | 5 | 2 | 2 | 1 | 10 | 11 | −1  | 8  |
| Celtic    | 6 | 1 | 1 | 4 | 8  | 12 | −4  | 4  |
| Ajax      | 5 | 1 | 0 | 4 | 6  | 16 | −10 | 3  |

|              | AJA | MIL | CEL | BAR |
| ------------ | --- | --- | --- | --- |
| AFC Ajax     | —   | 2:3 | 2:1 | 0:4 |
| AC Milán     | –   | —   | 3:1 | 2:6 |
| Celtic FC    | 4:1 | 1:1 | —   | 1:2 |
| FC Barcelona | 4:1 | 1:1 | 3:0 | —   |

## Vyřazovací fáze

### Osmifinále
| 18. února 2014 18:00                         |     |             |  |
| Barcelona                                    | 4:1 | København   |  |
| Haddadi 29', 88' Rolón 37' Ekpolo 77' (pen.) |     | Nielsen 16' |  |

| 25. února 2014 16:00                |     |             |  |
| Chelsea                             | 4:1 | Milán       |  |
| Baker 44', 74' Boga 53' Kiwomya 79' |     | Petagna 81' |  |

| 25. února 2014 19:00 |     |                         |  |
| Real Sociedad        | 1:2 | Schalke 04              |  |
| Sangalli 54'         |     | Müller 64' Multhaup 74' |  |

| 25. února 2014 20:00                   |     |                |  |
| Arsenal                                | 3:1 | Šachtar Doněck |  |
| Toral 24' Olsson 71' (pen.) Gnabry 73' |     | Boryachuk 44'  |  |

| 26. února 2014 15:00 |     |                         |  |
| CSKA Moskva          | 1:2 | Paris Saint-Germain     |  |
| Jefremov 49'         |     | Ongenda 19' Herve 45+1' |  |

| 26. února 2014 17:00                              |     |               |  |
| Benfica                                           | 4:1 | Austria Vídeň |  |
| Carvalho 52' Baldé 70' N. Santos 79' Guedes 90+2' |     | Kvasina 9'    |  |

| 26. února 2014 18:00  |     |             |  |
| Real Madrid           | 2:1 | Neapol      |  |
| Muñoz 15' Febas 90+5' |     | Łasicki 71' |  |

| 26. února 2014 18:00 |     |                 |  |
| Atlético Madrid      | 0:1 | Manchester City |  |
|                      |     | Cole 25'        |  |

### Čtvrtfinále
| 11. března 2014 18:00 |     |             |  |
| Paris Saint-Germain   | 0:1 | Real Madrid |  |
|                       |     | Sánchez 72' |  |

| 16. března 2014 14:30 |     |                                         |  |
| Chelsea               | 1:3 | Schalke 04                              |  |
| Swift 65'             |     | Hedlund 6' (pen.) Multhaup 44' Pick 78' |  |

| 18. března 2014 18:00                   |     |                      |  |
| Barcelona                               | 4:2 | Arsenal              |  |
| Haddadi 31' Traoré 50', 90' Kaptoum 88' |     | Gnabry 42' Akpom 83' |  |

| 18. března 2014 20:00 |     |                        |  |
| Manchester City       | 1:2 | Benfica                |  |
| Fofana 12'            |     | Guedes 74' Estrela 82' |  |

### Semifinále
| 11. dubna 2014 13:00 |     |                                                          |  |
| Real Madrid          | 0:4 | Benfica                                                  |  |
|                      |     | Pereira 9' N. Santos 15' (pen.), 17' Rochinha 56' (pen.) |  |

| 11. dubna 2014 16:30 |     |             |  |
| Schalke 04           | 0:1 | Barcelona   |  |
|                      |     | Haddadi 72' |  |

### Finále
Finále se hrálo 14. dubna 2014 na Colovray Stadionu v Nyonu. Vítězem se stala Barcelona.. Hlavním rozhodčím utkání byl český sudí Miroslav Zelinka.
| 14. dubna 2014 16:30WEST    |        |         |                                                           |
| Barcelona                   | 3:0    | Benfica | Colovray Stadion, Nyon rozhodčí: Miroslav Zelinka (Česko) |
| Rodrigo 9' Haddadi 33', 88' | Zpráva |         | Colovray Stadion, Nyon rozhodčí: Miroslav Zelinka (Česko) |